# Шлопак, Татьяна Владимировна
Татьяна Владимировна Шлопак (18 сентября 1918, Киев — 1 мая 1985, Киев) — украинский советский деятель, доктор медицинских наук (с 1963), профессор (с 1964), заслуженный деятель науки Украинской ССР (с 1978). Депутат Верховного Совета СССР 6-7-го созывов (1963—1970).

## Биография
Родилась в семье врача. К 1925 году проживала вместе с семьей в городе Гостомеле Киевской области. Окончила Киевскую среднюю школу № 23. К июню 1941 года обучалась на лечебном факультете Киевского и Одесского медицинских институтов, закончила четыре курса.
Во время Великой Отечественной войны находилась в эвакуации. С 1941 года — заведующая районной амбулатории в Ростовской области, врач районной больницы, участковый врач поликлиники, заведующая районного отдела здравоохранения в городе Кемерово, РСФСР.
Член ВКП (б) с 1942 года.
В 1946 году окончила Одесский медицинский институт.
В 1946—1953 годах — клинический ординатор Одесского медицинского института, заведующая отделом Одесского научно-исследовательского института глазных болезней имени академика Филатова.
В 1953—1955 годах — ассистент, доцент клиники глазных болезней Львовского государственного медицинского института.
В 1955—1966 годах — заведующая кафедрой глазных болезней Станиславского (Ивано-Франковского) государственного медицинского института и офтальмолог Ивано-Франковской областной клинической больницы. В 1963 году защитила докторскую диссертацию «Микроэлементы в экспериментальной и клинической офтальмологии».
В 1966—1983 годах — заведующая кафедрой глазных болезней Киевского государственного медицинского института имени академика Богомольца.
Работы посвящены проблемам патогенеза, лечения близорукости, глаукомы и туберкулеза глаз исследованию вопросов теории эластотонометрии, биохимии глаза в норме и патологии.
Умерла на 67-м году жизни 1 мая 1985 года. Похоронена на Байковом кладбище (участок № 50).

## Награды и звания
- орден Трудового Красного Знамени
- шесть медалей
- заслуженный деятель науки Украинской ССР (с 1978).